# Gouvernement Fico IV
République slovaque
Ódor 
Le gouvernement Fico IV est le gouvernement de la République slovaque depuis le 25 octobre 2023, durant la IXe législature du Conseil national.
Il est dirigé par le populiste Robert Fico. Il succède au gouvernement de l'indépendant Ľudovít Ódor.

## Historique du mandat
Dirigé par l'ancien président du gouvernement populiste Robert Fico, ce gouvernement est constitué et soutenu par une coalition entre SMER – social-démocratie (SMER-SD), HLAS – social-démocratie (HLAS-SD) et du Parti national slovaque (SNS). Ensemble, ils disposent de 79 députés sur 150, soit 52,7 % des sièges du Conseil national.
Il est formé à la suite des élections législatives slovaques de 2023.
Il succède donc au gouvernement de l'indépendant Ľudovít Ódor.

### Formation
Les élections législatives slovaques de 2023 voient arriver largement en tête le parti SMER-SSD dirigé par Robert Fico. La présidente Zuzana Čaputová charge le 2 octobre Robert Fico de former un gouvernement, la cheffe de l'État lui donnant jusqu'au 16. Le 11 octobre, Robert Fico annonce la conclusion par le SMER d'un accord de coalition avec le HLAS et le SNS, les trois formations obtenant respectivement 6, 7 et 3 ministères, Fico lui même obtenant la présidence du gouvernement,. 
La conclusion de l'accord provoque le jour suivant la suspension du SMER par le Parti socialiste européen et la perte du statut de parti associé du HLAS, en raison de leur association avec le SNS, qualifié de « parti de droite radicale »,.
La formation du gouvernement est cependant gelée par le refus de la présidente d'accepter la candidature du climatosceptique Rudolf Huliak comme ministre de l'Environnement. Elle accepte cependant la candidature Martina Šimkovičová comme ministre de la Culture, celle-ci a été limogée de TV Markíza, après avoir tenu en 2015 des propos polémiques à l'égard des migrants, puis a rejoint la web TV conspirationniste TV Slovan,. Le 20 octobre, Čaputová refuse de nommer un gouvernement avec le poste de ministre de l'Environnement laissé vacant. La veille, Fico a refusé de changer de ministre et proposé que celui-ci soit remplacé par intérim par un autre ministre en attendant que celui-ci ne conteste son rejet devant la Cour constitutionnelle. Tomáš Taraba, bien que controversé du fait de ses propos complotistes, est choisi comme ministre de l'Environnement et accepté par la présidente. Le gouvernement est nommé et assermenté le 25 octobre.

## Composition
| Portefeuille | Nom | Nom                                                | Parti   |
| --- | --- | -------------------------------------------------- | ------- |
| Président du gouvernement |     | Robert Fico                                        | SMER-SD |
| Vice-président du gouvernement Ministre de la Défense                                                                                        |     | Robert Kaliňák                                     | SMER-SD |
| Vice-président du gouvernement Chargé de la Relance                                                                                          |     | Peter Kmec                                         | HLAS-SD |
| Vice-présidente du gouvernement Ministre de l'Économie                                                                                       |     | Denisa Saková                                      | HLAS-SD |
| Vice-président du gouvernement Ministre de l'Environnement                                                                                   |     | Tomáš Taraba                                       | SNS     |
| Ministre de l'Intérieur |     | Matúš Šutaj Eštok                                  | HLAS-SD |
| Ministre des Finances |     | Ladislav Kamenický                                 | SMER-SD |
| Ministre des Affaires étrangères |     | Juraj Blanár                                       | SMER-SD |
| Ministre des Transports et des Travaux publics                                                                                               |     | Jozef Ráž Jr.                                      | SMER-SD |
| Ministre du Développement régional |     | Richard Raši (jusqu'au 19/03/2025)                 | HLAS-SD |
| Ministre du Développement régional |     | Samuel Migaľ                                       | Sans    |
| Ministre de l'Agriculture et du Développement rural                                                                                          |     | Richard Takáč                                      | SMER-SD |
| Ministre de la Justice |     | Boris Susko                                        | SMER-SD |
| Ministre du Travail, des Affaires sociales et de la Famille                                                                                  |     | Erik Tomáš                                         | HLAS-SD |
| Ministre de l'Éducation, de la Science, de la Recherche et des Sports Ministre de l'Éducation, de la Science et de la Recherche (01/02/2024) |     | Tomáš Drucker                                      | HLAS-SD |
| Ministre de la Culture |     | Martina Šimkovičová                                | SNS     |
| Ministre de la Santé |     | Zuzana Dolinková (jusqu'au 10/10/2024) Kamil Šaško | HLAS-SD |
| Ministre du Tourisme et des Sports |     | Dušan Kéketi (01/02/2024-05/03/2025)               | SNS     |
| Ministre du Tourisme et des Sports |     | Rudolf Huliak                                      | NK/NEKA |